# Jean-Claude Nicolas Forestier

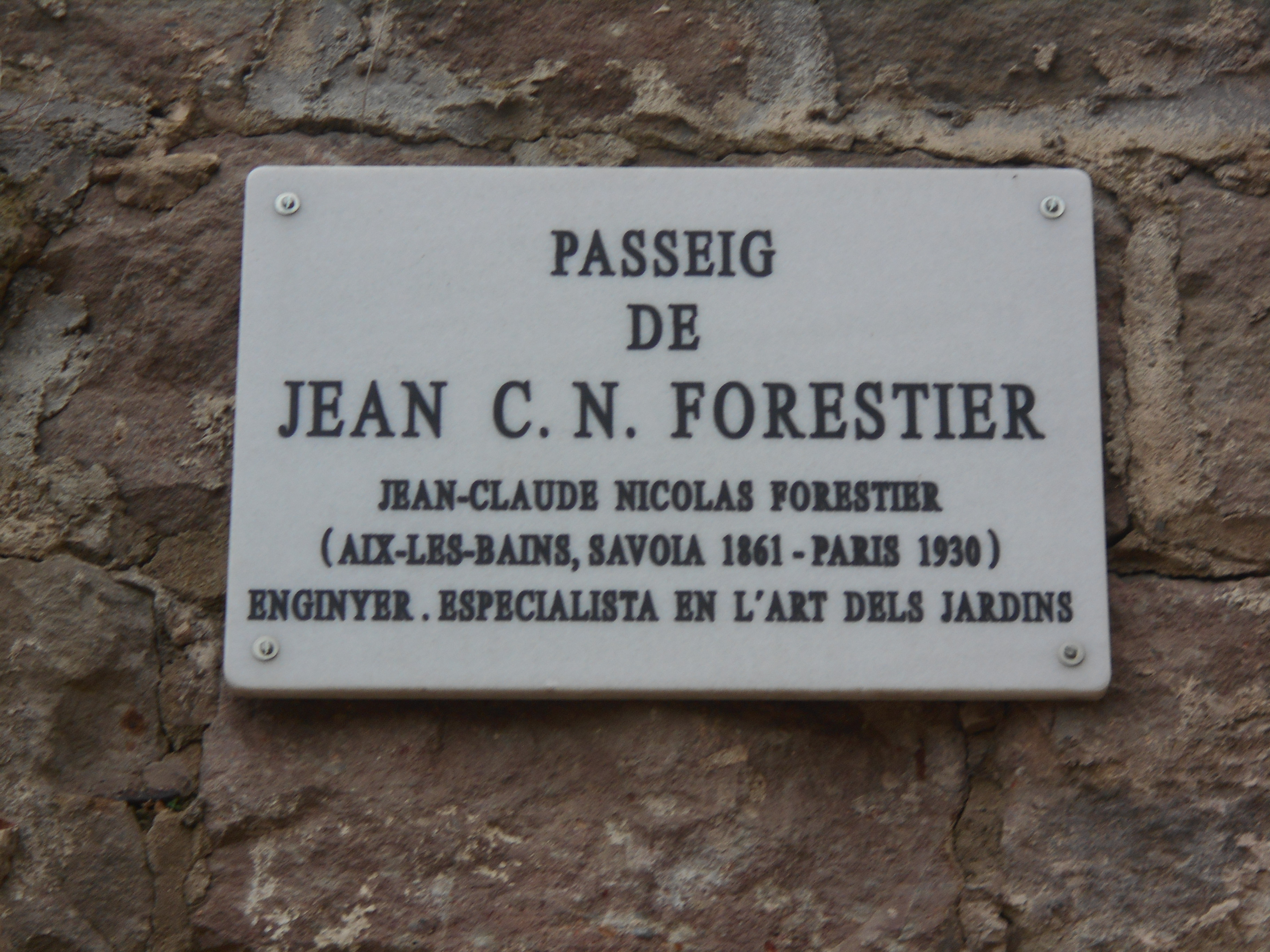
Paseo de Jean C. N. Forestier, Barcelona.

Jean Claude Nicolas Forestier (Aix-les-Bains, 9 de enero de 1861 - París, 26 de octubre de 1930) fue un arquitecto paisajista francés. Discípulo del Barón Georges-Eugène Haussmann y Jean-Charles Alphand, realizó la mayor parte de su carrera en París. En España proyectó varios parques y jardines, algunos como el Parque de María Luisa en Sevilla para la Exposición Iberoamericana de 1929 y la urbanización de la montaña de Montjuïc para la Exposición Internacional de Barcelona de 1929. 

## Datos biográficos
- 1880-1882: estudia en la Escuela Politécnica y en la Escuela Libre de las Ciencias políticas.
- 1883-1885: formación en la Escuela Forestal de Nancy.
- 1885-1887: comienzo de carrera como guarda general en los servicios de Aguas y Bosques de Argelès, Annecy y Sallanches.
- 1887: Forestier integra el servicio autónomo de los paseos y plantación de la ciudad de París, que no dejará hasta su jubilación 40 años más tarde.
- 1908: publicación de Grandes ciudades y sistema de parques.
- 1911: cofundador de la Sociedad Francesa de Arquitectos y Urbanistas.
- 1923: concepción de un sistema de parques para París.
- 1923-1930: proyectos para grandes ciudades latinoamericanas: Buenos Aires, La Habana.
- 1926: Oficial de la Legión de Honor en Francia y Comendador del Mérito civil en España.
- 1929: Gran Premio en la Exposición Internacional de Barcelona.

## Principales realizaciones
- 1890: primera pista ciclista en el bosque de Vincennes.
- 1898: creación de la Avenida de Breteuil en París.
- 1904: nivelación del Campo de Marte.
- 1911: inauguración del Parque Ascensión en Badajoz.
- 1912: Jardines de la Casa del Rey Moro en Ronda (Málaga).
- 1913: anteproyecto para disposiciones urbanas en Marrakech.
- 1914: inauguración del Parque de María Luisa en Sevilla.
- 1915: Jardines del Palacio de Moratalla en Hornachuelos (Córdoba).
- 1916: Jardín del Palacio de Liria en Madrid.
- 1916: Jardín de la Fundación Julio Muñoz Ramonet, Barcelona.
- 1916: Jardín de la Plaza de Armas del Parque de la Ciudadela, Barcelona.
- 1916-1923: urbanización de la montaña de Montjuïc para la Exposición Internacional de Barcelona (jardines de Laribal, del Umbráculo, del Teatre Grec y de Miramar).
- 1917: Jardín para la terraza de las caballerizas del Palacio de la Magdalena, Santander.
- 1918: Parque del Guinardó, Barcelona.
- 1919: Jardín de Ángel Pérez, Valdenoja (Santander).
- 1920: realización del Parque René Fraga en Matanzas, Cuba.
- 1920: Parque de la Fraternidad Americana, en La Habana.
- 1923: proyecto de sistema de parques para París.
- 1924: Avenida Costera de Buenos Aires.
- 1927: Jardín de los Condes de Castilleja, Castilleja de Guzmán (Sevilla).
- 1929: jardín del Colegio Mayor Santa María del Buen Aire, Castilleja de Guzmán, Sevilla.